# 6 oktober
6 oktober är den 279:e dagen på året i den gregorianska kalendern (280:e under skottår). Det återstår 86 dagar av året.

## Namnsdagar

### Svenska almanackan
- Nuvarande – Jenny och Jennifer

Fides fanns på dagen till minne av en fransk martyr från 300-talet – Fides och Eschillus utgick 1680. 1730 återinfördes Eschillus på dagens datum, men utgick återigen redan 1753. Sedan gammalt fanns det även på 12 juni, i formen Eskil.
Bruno infördes 1680, men utgick redan 1730. 1753 återinfördes det på dagens datum, men utgick åter 1901. 1986 återinfördes det på 5 oktober, men flyttades 2001 till 17 juli.
Jenny infördes på dagens datum 1901. Jennifer och Jens infördes på dagens datum 1986 – Jens flyttades dock 1993 till 29 mars, där det har funnits sedan dess.
- Föregående i kronologisk ordning

- Före 1680 – Fides och Eschillus
- 1680–1729 – Bruno
- 1730–1752 – Eschillus
- 1753–1900 – Bruno
- 1901–1985 – Jenny
- 1986–1992 – Jenny, Jennifer och Jens
- Från 1993 – Jenny och Jennifer

### Finlandssvenska almanackan
- Nuvarande från 1929[3] – Bruno
- I föregående revideringar[a][4]
  - inga ändringar sedan 1929

## Händelser
- 105 f.Kr. – Cimbrerna krossar två romerska arméer i slaget vid Arausio vid Rhône, vilket är det värsta romerska nederlaget sedan slaget vid Cannae 111 år tidigare.
- 891 – Sedan Stefan V har avlidit den 14 september väljs Formosus till påve.[5]
- 1689 – Sedan Innocentius XI har avlidit den 12 augusti väljs Pietro Vito Ottoboni till påve och tar namnet Alexander VIII.
- 1908 – Österrike-Ungern annekterar Bosnien och Hercegovina.
- 1927 – Urpremiär i USA för den första delvis ljudlagda långfilmen, Jazzsångaren.
- 1973 – Egypten anfaller Israel i Jom kippur-kriget.
- 1981 – Egyptens president Anwar Sadat mördas i ett attentat.
- 1985 – Marita Koch sätter nytt världsrekord på 400 m slätt i friidrott med tiden 47,6 s i Canberra.
- 1995 – Den första exoplaneten upptäcks runt stjärnan 51 Pegasi.
- 2007 – Barbro Beck-Friis, Kerstin Ekman och Annika Åhnberg promoveras till hedersdoktorer vid Sveriges lantbruksuniversitet.
- 2008 – Stockholmsbörsen (OMX Stockholm) faller 7,12 procent efter oron från Island, där alla isländska banker handelsstoppades. Isländska finansinspektionen tvingar bankerna att börja sälja tillgångar utomlands under finanskrisen på Island 2008.
- 2018 – Travhästen On Track Piraten blir historisk när han tar sin 28:e seger inom rikstoton och går om Callit som den häst som tagit flest antal rikstotosegrar i Sverige.[6]

## Födda
- 1459 – Martin Behaim, tysk astronom och kartograf.
- 1552 – Matteo Ricci, italiensk jesuit, missionär och sinolog.
- 1573 – Henry Wriothesley, 3:e earl av Southampton, engelsk politiker.
- 1638 – Lasse Lucidor, poet och vissångare.
- 1762 – Gabriel von Bonsdorff, finländsk läkare.
- 1771 – Jeremiah Morrow, amerikansk politiker, senator (Ohio) 1813-1819.
- 1773 – Ludvig Filip I, kung av Frankrike 1830–1848.
- 1797 – Albrecht Elof Ihre, ämbetsman, utrikesstatsminister 1842–1848, invald som ledamot av Svenska Akademien men tog aldrig inträde.
- 1806 – Andreas Randel, svensk kompositör och musiker (violinist).
- 1808 – Fredrik VII, kung av Danmark 1848–1863.
- 1817 – Gustaf Lagerbjelke, svensk greve, ämbetsman och politiker.
- 1820 – Jenny Lind, svensk operasångare - det är till hennes ära som dagen sedan 1901 bär namnet Jenny i almanackan.
- 1828 – Victor Dahlgren, svensk operasångare.
- 1832 – Janne Marcuson, svensk ångbåtskommissionär och riksdagsman.
- 1836 – Albert Theodor Gellerstedt, poet, konstnär, arkitekt och ingenjör, ledamot av Svenska Akademien.
- 1840 – Thomas B. Catron, amerikansk republikansk politiker och jurist, senator (New Mexico) 1912–1917.
- 1862
  - Joseph W. Bailey, amerikansk demokratisk politiker, senator (Texas) 1901–1913.
  - Albert J. Beveridge, amerikansk historiker och politiker, senator (Indiana) 1899–1911.
- 1865 – Marcus A. Coolidge, amerikansk demokratisk politiker, senator (Massachusetts) 1931–1937.
- 1869 – Bo Bergman, diktare och ledamot i Svenska Akademien.
- 1871
  - Frederick George Creed, brittisk ingenjör.
  - Einar Billing, svensk biskop i Västerås och samt teologie professor.
- 1872 – Carl Gustaf Ekman, svensk frisinnad politiker och tidningsman, partiledare för Frisinnade folkpartiet 1924–1932, Sveriges statsminister 1926–1928 och 1930–1932.
- 1882 – Karol Szymanowski, polsk komponist.
- 1884 – Josef Herou, svensk operasångare.
- 1887 – Le Corbusier, pseudonym för Charles-Édouard Jeanneret, fransk/schweizisk arkitekt, konstnär och författare.
- 1888 – Roland Garros, fransk flygpionjär.
- 1891 – David Sholtz, amerikansk demokratisk politiker, guvernör i Florida 1933–1937.
- 1903 – Ernest Walton, irländsk fysiker, mottagare av Nobelpriset i fysik 1951.
- 1904 – Folmar Blangsted, dansk-amerikansk filmregissör, klippare och manusförfattare.
- 1906 – Janet Gaynor, amerikansk skådespelare.
- 1908 – Carole Lombard, amerikansk skådespelare.
- 1912 – Karin Albihn, svensk skådespelare.
- 1913
  - Karin Hartman, överstelöjtnant i Frälsningsarmén.
  - Meret Oppenheim, schweizisk konstnär inom surrealismen.
- 1914 – Thor Heyerdahl, norsk forskningsresande.
- 1915
  - Ralph Tyler Smith, amerikansk republikansk politiker, senator (Illinois) 1969–1970.
  - Alice Timander, svensk tandläkare, premiärlejon och skådespelare.
- 1916 – Carl Fredrik Meinander, finländsk arkeolog.
- 1921 – Ingvar Gärd, fotbollsspelare, VM-brons 1950.
- 1924 – Gunnar Hedberg, svensk skådespelare.
- 1927 – Emmanuel III Delly, patriark för kaldeisk-katolska kyrkan, kardinal i katolska kyrkan.
- 1928 – Peter Granberg, svensk skådespelare och programledare i radio.
- 1930 – Hafez al-Assad, Syriens president 1971–2000.
- 1931 – Riccardo Giacconi, italiensk-amerikansk astrofysiker och röntgenastronom, mottagare av Nobelpriset i fysik 2002.
- 1934 – Jan Blomberg, svensk skådespelare, känd berättarröst.
- 1935 – Helena Reuterblad, svensk skådespelare.
- 1936 – Ralph Lundsten, svensk kompositör och kortfilmsregissör.
- 1937
  - Mario Capecchi, italiensk-amerikansk humangenetiker och biolog, mottagare av Nobelpriset i fysiologi eller medicin 2007
  - Arne Qvick, svensk sångare.
- 1940 – Wyche Fowler, amerikansk demokratisk politiker och diplomat, senator (Georgia) 1987–1993.
- 1942
  - Britt Ekland, svenskfödd skådespelare.
  - Anna Wahlgren, svensk författare, debattör, Barnaboken etc.
- 1943
  - Richard Caborn, brittisk parlamentsledamot för Labour.
  - Michael Durrell, amerikansk skådespelare.
- 1944 – Peder Kinberg, svensk skådespelare.
- 1946
  - Lloyd Doggett, amerikansk demokratisk politiker och jurist.
  - Fam Ekman, svensk konstnär och författare.
- 1948 – Gerry Adams, nordirländsk politiker, ledare för Sinn Féin.
- 1955 – Mikael Rundquist, svensk skådespelare.
- 1959
  - Peter Eriksson, svensk ryttare.
  - Brian Higgins, amerikansk demokratisk politiker.
- 1960 – Nina Pontén, svensk skådespelare
- 1962 - David Baker, amerikansk biokemist, mottagare av Nobelpriset i kemi 2024
- 1963 – Elisabeth Shue, amerikansk skådespelare.
- 1964 – Stefan "Lillis" Jonsson, svensk bandyspelare.
- 1967 – Kennet Andersson, svensk fotbollsspelare, VM-brons och kopia av Svenska Dagbladets guldmedalj 1994.
- 1973 – Ioan Gruffudd, brittisk skådespelare.
- 1974 – Kenny Jönsson, svensk ishockeyspelare.
- 1978 – Carolina Gynning, svensk programledare, glamourmodell, dokusåpadeltagare och konstnär.
- 1981 – Mikael Dorsin, svensk fotbollsspelare.
- 1986 – Oscar Holter, svensk låtskrivare och producent.

## Avlidna
- 827 – Valentinus, påve sedan 27 augusti detta år.
- 877 – Karl den skallige, kung av Västfrankiska riket sedan 843 och romersk kejsare sedan 875.
- 1101 – Bruno av Köln, tysk ordensgrundare, helgon.
- 1821 – Anders Jahan Retzius, svensk naturforskare.
- 1822 – Thure Drufva, 55, svensk överste, friherre och landshövding i Västmanlands län.
- 1874
  - Alphonse Périn, 76, fransk målare.
  - Thomas Tellefsen, 50, norsk kompositör och pianist.
- 1891 – Charles Stewart Parnell, irländsk politiker.
- 1892 – Alfred Tennyson, engelsk skald.
- 1902 – George Rawlinson, engelsk arkeolog och historiker.
- 1912
  - Auguste Beernaert, 83, belgisk politiker, premiärminister 1884-1894, mottagare av Nobels fredspris 1909.
  - William A. Peffer, amerikansk politiker, senator (Kansas) 1891–1897.
- 1914 – David Petander, svensk präst och vandringspredikant.
- 1919 – Ricardo Palma, peruansk författare.
- 1926 – Simon Bamberger, tysk-amerikansk politiker, guvernör i Utah 1917–1921.
- 1931 – Johan Abraham Björklund, svensk tidningsman.
- 1940 – Henry Horner, amerikansk demokratisk politiker, guvernör i Illinois 1933–1940.
- 1945 – Leonardo Conti, tysk nazistisk politiker, läkare, SS-Obergruppenführer (självmord).
- 1946 – Per Albin Hansson, svensk socialdemokratisk politiker, Sveriges statsminister 1932–1936 och sedan 1936.
- 1964 – Oscar Ericson (konstnär), 74, svensk målare, skulptör, konstskribent och ingenjör från Västerås.
- 1968 – Olle Björling, svensk musiker (saxofon).
- 1969
  - Walter Hagen, amerikansk golfspelare.
  - Erik Larsson, svensk lantbrukare och centerpartistisk riksdagspolitiker.
- 1973 – François Cévert, fransk racerförare.
- 1974
  - Helmuth Koinigg, österrikisk racerförare.
  - V.K. Krishna Menon, indisk politiker.
- 1979 – W. Chapman Revercomb, amerikansk republikansk politiker, senator (West Virginia) 1943–1949 och 1956–1959.
- 1981 – Anwar Sadat, 62, Egyptens president 1970–1981, mottagare av Nobels fredspris 1978, (mördad).
- 1982 – Arne Furumark, svensk arkeolog.
- 1983 – Alice Eklund, svensk skådespelare och regissör.
- 1989 – Bette Davis, amerikansk skådespelare.
- 1990 – Märta Dorff, svensk skådespelare.
- 1992 – Denholm Elliott, 70, brittisk skådespelare.
- 2000
  - John T. Connor, 85, amerikansk företagsledare och politiker.
  - Richard Farnsworth, 80, amerikansk skådespelare.
- 2001 – Axel Düberg, 73, svensk skådespelare.
- 2007 – Jo Ann Davis, 57, amerikansk republikansk politiker, kongressledamot 2001–2007.
- 2008
  - Paavo Haavikko, 77, finländsk poet och dramatiker.
  - Nadia Nerina, 80, sydafrikansk ballerina.
- 2011 – Birgit Rosengren, 98, svensk skådespelare.
- 2012
  - Chadli Bendjedid, 83, algerisk politiker, president 1979–1992.
  - J.J.C. Smart, 92, brittiskfödd australisk filosof.
- 2015 – Árpád Göncz, 93, ungersk politiker, Ungerns president 1990–2000.
- 2018 – Montserrat Caballé, 85, spansk operasångerska (sopran).
- 2020 − Eddie Van Halen, 65, amerikansk gitarrist.